# السبت (ولاية سكيكدة)
السبت هي بلدية في ولاية سكيكدة تحدها شمالا بلدية الغدير بلدية عزابة وشرقا بلدية عين شرشار وغربا بلدية زردازة وجنوبا بلدية بكوش لخضر  و بلدية اولاد حبابة وهي بلدية تعدادها السكاني حوالي 22000 نسمة يمارس الفلاحة كمصدر اساسي والتجارة كمصدر ثانوي كذلك قليل من خدمات السياحة في فصل الشتاء .